# Vicente Santa Cruz Vargas
Vicente Santa Cruz y Vargas (Melipilla, 29 de marzo de 1850 - Santiago, 5 de diciembre de 1910). Fue un militar y político liberal chileno. 

## Primeros años de vida
Hijo de don Joaquín Santa Cruz y Carrillo de Albornoz y de doña María Mercedes Vargas y Vargas. Fue hermano del senador don Joaquín Santa Cruz Vargas y de don Ricardo Santa Cruz Vargas, héroe chileno de la Guerra del Pacífico.
Estudió en el Instituto Nacional y en la Universidad de Chile, donde se graduó de abogado (1870).

### Matrimonio y descendencia
Contrajo matrimonio con Doña Laura Wilson y Navarrete, hija de Don George Wilson y Harling, británico, y de Doña Inés Navarrete y Abós-Padilla, chilena. Fueron padres de:
- 1. Don Domingo Santa Cruz y Wilson, destacado compositor musical chileno, casado con Doña Wanda Morla Lynch, con descendencia Santa Cruz Morla, Santa Cruz Bolívar, etc.
- 2. Don Fernando Santa Cruz y Wilson, que contrajo primer matrimonio con Doña Blanca Elena Errázuriz y Vergara, la última dueña de Viña del Mar. Casó en segundas nupcias con Doña Luisa Medina Lavín, con sucesión Santa Cruz Medina, Santa Cruz Undurraga, etc.
- 3. Doña Ana Santa Cruz y Wilson, mujer de Don Julio Santa María y Santa María, nieto del Presidente Santa María, con descendencia Santa María Santa Cruz, Santa María Pérez, Santa María Cuevas, Santa María Mönckeberg, Santa María Izquierdo, etc.
- Doña Inés Santa Cruz y Wilson, casada con Don Aníbal Pinto y del Río, nieto del Presidente Aníbal Pinto, con sucesión Pinto Santa Cruz, Eyzaguirre Pinto, etc.
- 4. Don Gonzalo Santa Cruz y Wilson, que contrajo matrimonio con Doña Carmen Errázuriz y Larraín, nieta del Presidente Federico Errázuriz Echaurren, con sucesión Santa Cruz Errázuriz, García-Huidobro Santa Cruz, etc.
- 5. Don Jorge Santa Cruz y Wilson, casado con Doña Marta Ovalle y Dávila, nieta del Presidente José Tomás Ovalle, con descendencia Santa Cruz Ovalle, Santa Cruz Gana, Biggs Santa Cruz, etc.
- 6. Doña Mercedes Santa Cruz y Wilson, que contrajo matrimonio con Don Ruperto Vergara y Bulnes, nieto del Presidente Manuel Bulnes, con sucesión Vergara Santa Cruz, Vergara Tagle, etc.

## Vida pública
Desarrolló la docencia en Filosofía y Derecho Natural en el Liceo de Valparaíso, hasta que se trasladó a Santiago para participar en política, llegando a ser parlamentario, jurisconsulto y diplomático.

### Actividades políticas
Miembro del Partido Liberal.
Diputado por Valdivia y La Unión (1882-1885) y por Chillán (1885-1888). En estos dos períodos participó de las comisiones permanentes de Hacienda y la de Constitución, Legislación y Justicia.
Delegado en comisión secreta a Brasil (1886), consiguiendo restablecer la cordialidad entre ambos países, recibiendo además la condecoración de la Gran Cruz de la Rosa de Brasil.
Ministro plenipotenciario de Chile en Alemania e Italia (1888).
Reelegido diputado, esta vez por Antofagasta, Taltal y Tocopilla (1891-1894). En esta oportunidad fue miembro de la comisión permanente de Economía y Comercio.
Ministro plenipotenciario de Chile en Uruguay y Paraguay (1895) y en Perú (1896), cargo al que renunció en 1898 para retirarse del servicio público, dedicándose a labores agrícolas. Sin embargo, fue llamado de todas formas para ser parte del gabinete de gobierno, como Ministro del Interior (1906-1907), bajo la administración de Pedro Montt.